# Гадань
Гуада́ньи, Гваданьи (итал. Guadagni) или Гада́ньи (итал. Gadagni) или Гада́нь (фр. Gadagne)  — семья сначала флорентийских, а затем — лионских банкиров XIV — XVI веков.

## Во Флоренции
История семьи Гуаданьи известна во Флоренции с 1290-х годов, где они выступают в это время в качестве купцов и банкиров. У них есть также филиалы в Париже и в Риме. Семья приобретает большую политическую власть в городе — 1293 году Мильоре Гваданьи был избран гонфалоньером справедливости, в 1305 году Пьеро Гуаданьи повторил этот успех. На протяжении XIV века семья является одной из самых заметных во Флоренции — будь то в торговых, политических или военных делах.
В октябре 1433 года Бернардо Гваданьи возглавлял синьорию Флоренции, приговорившую Козимо де Медичи к изгнанию из республики. Занимая должность гонфалоньера справедливости, Бернардо Гваданьи помог Козимо избежать столкновений с толпой, окружившей синьорию; отужинав дома у Гваданьи, Козимо под сильной вооружённой охраной отправился к границе республики.
В 1434 году во Флоренции к власти пришёл вернувшийся из изгнания Козимо де Медичи, после чего в изгнание были отправлены семьи его политических противников, одной из которых было семейство Гуаданьи. Одним из изгнанных был Симон Гуаданьи, ответственный за семейное дело в Женеве и Лионе. Будучи изгнанным, он отправляется на некоторое время в Турин, а затем перебирается в Лион.

## В Лионе
Симон Гуаданьи (или, на французский манер, Гадань) переезжает в Лион в середине XV века, с собой он перевозит некоторых из своих детей.
Один из этих детей — Тома I (Томмазо) создаёт свою собственную компанию и преуспевает. Его избирают советником в 1501 году и консулом в 1505. В 1507 году Тома I связывается кровными узами с одной из самых знатных местных семей — Бюатье. В 1523 году он финансирует плаванье Джованни да Верраццано через Атлантику — к той земле, которая позднее станет называться Соединёнными Штатами Америки. При церкви Богородицы Комфорта, которую называют «церковью флорентийцев», от возводит часовню Святого Фомы для своей семьи, где он и будет позднее погребён.
Начиная с этой эпохи, семья Гадань финансирует итальянские войны королей Франции.
После смерти Тома I в 1533 году, ему наследует его племянник Тома II. Он продолжает ссуживать деньги королям и таким образом становится советником Франциска I. В 1537 году становится эшевеном. Финансирует создание чумной палаты в больнице при церкви Святого Лаврентия в Лионе. Приобретает у семьи Пьервив дом, ныне известный как «Дом Гадань» (сейчас там находится Исторический музей Лиона). Становится собственником замка Боргар в Сен-Жени-Лаваль.
После смерти Тома II ок. 1543 года, пока его дети Тома III и Гийом — несовершеннолетние, банк управляется опекунским советом в составе Тома Сертини и Альбисса дель Бене. В дальнейшем банк сливается с банком Каппони.
Некоторые члены семьи отходят от семейного бизнеса. Так, сын Тома I Гийом становится королевским офицером. В XVII веке отпрыски семьи роднятся со знатными аристократическими родами: дочь Гийома (правнучка Тома I) Диана выходит замуж в 1584 году за Антуана де ля Бом д'Остена. Дочь Тома III Луиза выходит в 1598 году замуж за Жоржа де Галлеана, барона Веденского и основывает таким образом ветвь Галлеан-Гадань. Сын Гийома Бальтазар становится единственным наследником состояния отца.